# Жуманиёзов, Камол Комилович
Жуманиёзов Камол Комилович (узб. Kamol Komilovich Jumaniyozov род. 13 июля 1989 года, Бегатский район, Хорезмская область, УзССР, СССР) — узбекский политический деятель, филолог. Член Комитета по вопросам экологии и охраны окружающей среды. Депутат законодательной палаты Олий Мажлиса Республики Узбекистан. Член Экологической партии Узбекистана.

## Биография
Жуманиёзов Камол Комилович родился 13 июля 1989 года в Бегатском районе Хорезмской области. В 2012 году окончил Ургенчский государственный университет, получив высшее образование по специальности учитель немецкого языка. В том же году начал работать координатором Хорезмского областного совета социального движения молодежи «Камолот». СС 2013 по 2019 год работал координатором, а затем и руководителем Хорезмского областного территориального отделения Экологического движения Узбекистана. В 2019 году был назначен на должность председателя Исполнительного комитета совета Хорезмской областной территориальной партийной организации Экологической партии Узбекистана.